# 混合モデル
混合モデル（こんごうモデル、英: mixed model）とは、固定効果（fixed effect）と変量効果（random effect）を共に含む（ゆえに混合効果と呼ばれる）統計学的モデルであり、医学・生物学・社会科学等の広い領域に用いられる。特に縦断研究においてある項目を繰り返し観察する反復測定デザイン等で有用である。欠測データの取り扱いに優れ、混合効果モデルは多くの場合、反復測定分散分析等の伝統的なアプローチよりも望ましい。

## 歴史と現状
1918年、ロナルド・フィッシャーが関連する項目間の特性を変量効果モデルとして導き出した事に由来する。1950年代、チャールズ・ヘンダーソンが固定効果モデルである最良線形不偏推定量（BLUE）および変量効果モデルである最良線形不偏予測量（BLUP）を規定した。
その後、混合モデルは最尤推定量、非線形混合効果モデル、欠測のあるモデル、混合効果モデルのベイズ推定量の計算等に用いられるようになった。混合モデルは各測定点での値が相互に影響し合うケースに用いられ、現在ではヒトに対する臨床試験や動物実験で汎用されているほか、工業統計においても使用されている。

## 定義
行列を用いて以下の様に記述する。
{\displaystyle {\boldsymbol {y}}=X{\boldsymbol {\beta }}+Z{\boldsymbol {u}}+{\boldsymbol {\epsilon }}}
ここで、
- {\displaystyle {\boldsymbol {y}}} は既知の測定値ベクトルであり、その平均は {\displaystyle E({\boldsymbol {y}})=X{\boldsymbol {\beta }}} である。
- {\displaystyle {\boldsymbol {\beta }}} は固定効果の未知ベクトルである。
- {\displaystyle {\boldsymbol {u}}} は変量効果の未知ベクトルであり、その平均は {\displaystyle E({\boldsymbol {u}})={\boldsymbol {0}}} で、分散共分散行列は {\displaystyle \operatorname {var} ({\boldsymbol {u}})=G} である。
- {\displaystyle {\boldsymbol {\epsilon }}} は測定誤差の未知ベクトルであり、その平均は {\displaystyle E({\boldsymbol {\epsilon }})={\boldsymbol {0}}} で、分散は {\displaystyle \operatorname {var} ({\boldsymbol {\epsilon }})=R} である。
- {\displaystyle X} ならびに {\displaystyle Z} は各々、{\displaystyle {\boldsymbol {y}}} から {\displaystyle {\boldsymbol {\beta }}} ならびに {\displaystyle {\boldsymbol {u}}} の測定値に関する既知の計画行列である。

## 推定
{\displaystyle {\boldsymbol {y}}} と {\displaystyle {\boldsymbol {u}}} の結合密度関数は次の様に書ける: {\displaystyle f({\boldsymbol {y}},{\boldsymbol {u}})=f({\boldsymbol {y}}|{\boldsymbol {u}})\,f({\boldsymbol {u}})}
{\displaystyle {\boldsymbol {u}}\sim {\mathcal {N}}({\boldsymbol {0}},G)} と {\displaystyle {\boldsymbol {\epsilon }}\sim {\mathcal {N}}({\boldsymbol {0}},R)} および {\displaystyle Cov({\boldsymbol {u}},{\boldsymbol {\epsilon }})={\boldsymbol {0}}} には正規分布を仮定し、{\displaystyle {\boldsymbol {\beta }}} と {\displaystyle {\boldsymbol {u}}} の同時密度関数（結合密度関数とも）を最大化すると、ヘンダーソンの“mixed model equations (MME)”が得られる。
{\displaystyle {\begin{pmatrix}X'R^{-1}X&X'R^{-1}Z\\Z'R^{-1}X&Z'R^{-1}Z+G^{-1}\end{pmatrix}}{\begin{pmatrix}{\hat {\boldsymbol {\beta }}}\\{\hat {\boldsymbol {u}}}\end{pmatrix}}={\begin{pmatrix}X'R^{-1}{\boldsymbol {y}}\\Z'R^{-1}{\boldsymbol {y}}\end{pmatrix}}}
このMMEを解く時、 {\displaystyle \textstyle {\hat {\boldsymbol {\beta }}}} と {\displaystyle \textstyle {\hat {\boldsymbol {u}}}} はそれぞれ、{\displaystyle {\boldsymbol {\beta }}} と {\displaystyle {\boldsymbol {u}}} の最良線形不偏推定量（BLUE）と最良線形不偏予測量（BLUP）である。これは、目的変数の条件付き分散が単位行列のスカラー倍にならない場合のガウス＝マルコフの定理の解である。条件付き分散が既知である時、逆分散の加重最小二乗推定値はBLUEであるが、条件付き分散が既知であることは稀である。従ってMMEを解く時は、分散と加重推定値を同時推定する必要がある。
この様な混合モデルに適用する方法の一つとして、EMアルゴリズムがある。EMアルゴリズムにおいては分散成分が結合尤度における未観測の局外パラメータとして扱われる。現在は、R言語（「nlme」ライブラリの「lme」関数）やSASシステム（「proc mixed」プロシジャ）に実装されている。混合モデル式の解法として、誤差が正規分布する場合は最尤推定法を用いる。